# Adh-Dhariyat
Adh-Dhariyat (arabisch الذاريات, DMG aḏ-Ḏāriyāt ‚Die aufwirbeln‘) ist die 51. Sure des Korans, sie enthält 60 Verse. Die Sure wurde in Mekka verkündet, ihr erster Teil, möglicherweise bis Vers 23, in der ersten mekkanischen Periode (610–615), die Fortsetzung hingegen kurz nach 615. Der Titel bezieht sich auf den ersten Vers.
Ähnlich wie zu Beginn vieler anderer Suren bestehen die ersten vier Verse nach der einleitenden Basmala aus einer Reihe von Schwüren, bei denen man an Winde oder auch an Engel denken kann, und die das Gericht Gottes ankündigen. Der Mittelteil mit den Versen 24–46 beschreibt das Handeln Gottes an Abraham und Lot, Moses und Pharao, ʿĀd und Thamud. Der Schlussteil ab Vers 47 betont die Allmacht des einzigen Gottes, Schöpfer von Himmel und Erde, Dschinn und Menschen.